# 나주시
나주시(羅州市)는 대한민국 전라남도 중서부에 있는 시이다. 시의 중심으로 영산강이 흐르며, 나주평야가 펼쳐진다. 혁신도시 사업에 따라 빛가람동 일대에 한국전력공사, 한국농어촌공사, 한국농수산식품유통공사 등이 이전되었다. 인근에 무안광주고속도로가 지난다. 시청 소재지는 송월동이고, 행정구역은 1읍 12면 7동이다. 북동쪽으로 광주광역시, 북서쪽에 함평군, 남서쪽에 무안군, 남쪽에 영암군, 동쪽에는 화순군과 인접해 있다.

## 지리
전라남도의 중서부 나주평야의 중심에 위치하고 있으며, 지질은 전역이 화강암 지대이다. 영산강이 나주시의 중앙을 관통하고, 서쪽은 구 나주읍, 남쪽은 구 영산포읍, 동쪽은 빛가람동 등 동부권역이다. 시의 북서쪽에 금성산(452ｍ)이 있고, 주변에는 영산강의 범람원이 넓어서 홍수 피해가 많았다. 화순군 여첩산에서 발원한 신탄천은 시의 동부를 흐르다가 구 나주읍에서 영산강에 합류하는데 도중에 남부 산지로부터 발원하여 북류하는 여러 계류(溪流)를 합한다. 이 강들은 관개에 크게 이용된다.

## 역사
| Daedongyeojido (Gyujanggak) 18-05.jpg |
| Daedongyeojido (Gyujanggak) 19-05.jpg |

- 원삼국 시대 : 마한의 54개국 중 불미국(不彌國)이었다고 추정된다.
- 삼국 시대 : 마한이 백제에게 정복당하며 불미국이 있던 지역은 발라군(發羅郡)이 되었다. 백제 멸망 후에 당나라 웅진도독부의 대방주(帶方州)가 된다.
- 남북국 시대 : 신라는 웅진도독부를 몰아낸 후 전국을 9주로 편제하고 발라군을 발라주(發羅州)로 승격시켜 오늘날의 전남지방을 관할하는 치소로 삼았으나 발라주는 9년 만에 다시 발라군으로 강등되고 무진군(武珍郡, 현 광주광역시)을 무진주(武珍州)로 승격시켜 무진주 중심의 지방편제로 개편하고 현 반남면 지역은 반남군(潘南郡)으로 승격시켰다. 이와 함께 신라의 군사조직인 10정 가운데 미다부리정을 현 남평읍 지역인 미동부리현(未冬夫里縣)에 설치하여 무진주 관내의 치안을 유지하고 토착세력을 통제하게 한다. 686년(신라 신문왕 6년) 통의군(通義郡)으로 개칭되었다가 757년(신라 경덕왕 16년) 금성군(錦城郡) 혹은 금산군(錦山郡)으로 개칭된다.
- 후삼국 시대 : 후백제의 영역이 되었으나 903년(태봉 궁예 3년/후백제 견훤 12년/신라 효공왕 7년) 궁예가 왕건을 파견해 금성군을 후백제에게서 점령하고 나주(羅州)라 개칭한다.
- 고려시대 : 983년(고려 성종 2년) 처음으로 십이목(十二牧)을 두었는데 이 때, 나주에 나주목(羅州牧)을 두었다. 995년(성종 14)에 이르러 병마절도사를 두어 군대의 칭호를 진해군이라 하였다. 1011년(현종 2) 거란의 침입으로 잠시 피난왕도가 되었으며(기간 1011년 1월 13일～1월31일까지) 1018년 전국8목중 하나로 나주목이 되어 1895년까지 계속되었다. 나주목은 지방관이 파견되지 않은 5개의 속군과 11개의 속현을 거느리고 있었고, 지방관이 파견된 1부, 4군 4현의 영군현을 지휘감독하는 위치에 있었다
- 조선시대 : 세조 2년(1457년) 병영의 하부조직인 거진(巨鎭)을 설치하고 진장(鎭將)인 병마사(兵馬使)는 목사(牧使)가 겸임하였으며 효종 8년(1657년) 나주거진(羅州巨鎭)을 전라우영(全羅우右營)으로 개편함으로써 우영장(右營將)을 두어 2군 8현의 군비를 장악하게 하였다
- 1895년 6월 23일(음력 윤5월 1일) 나주군을 두고 나주부를 설치하여 전남 일원을 관할하였다.[1]
- 1896년 8월 4일 전라남도 나주군으로 개편되고 이때 38개면, 32개 섬 가운데 32개 섬은 새로 만들어진 지도군에 넘기고, 원정·금마·비음·종남의 4개면은 영암군에, 적량·장본·여항면은 함평군에, 오산면은 광주군에, 대화면은 장성군에, 삼향면은 무안군에 넘겨 28개 면이 되었다.[2]
- 1914년 4월 1일 나주군, 남평군을 나주군으로 통폐합하였다.[3] (19면)
- 1917년 10월 1일 양곡면을 영산면으로 개칭하였다.
- 1929년 4월 1일 나신면을 나주면과 영산면에 분할 편입하였다.[4] (18면)
- 1931년 11월 1일 나주면을 나주읍으로 승격하였다.[5] (1읍 17면)
- 1937년 7월 1일 영산면을 영산포읍으로 승격하였다.[6] (2읍 16면)
- 1949년 8월 14일 삼도면·평동면·본량면을 광산군으로 편입하였다.[7] (2읍 13면)
- 1981년 7월 1일 나주읍 및 영산포읍 일원을 관할로 금성시를 신설(쌍둥이도시:기능, 성격 등이 유사한 인접 두 도시가 상호 팽창에 따라 합쳐진 도시)하였다.[8](시: 11행정동, 군: 13면)

11동 - 송월동, 영강동, 금남동, 향교동, 남산동, 성북동, 송현동, 영산동, 부덕동, 이창동, 가야동
- 1983년 2월 15일 문평면 청정리·운봉리·신광리 및 옥당리 일부를 다시면에 편입하였다.[9]
- 1986년 1월 1일 금성시를 나주시로 개칭하였다.[10]
- 1995년 1월 1일 나주시 일원과 나주군 일원을 관할로 도농복합형태의 나주시가 설치되었다.[11]
- 1995년 3월 1일 남평면을 남평읍으로 승격하였다.[12] (1읍 12면 11행정동)
- 1996년 6월 24일 반남면 하촌리를 성계리로, 다시면 신풍리를 회진리로 개칭하였다.[13]
- 1998년 10월 1일 향교동·남산동을 금남동으로, 송현동을 성북동으로, 부덕동을 영산동으로, 가야동을 이창동으로 합동하였다.[14] (1읍 12면 6행정동)
- 2014년 2월 24일 광주·전남 공동혁신도시 부지에 편입된 금천면 석전리·동악리·광암리·월산리·신천리 및 산포면 매성리·신도리·송림리 각 일부를 관할로 빛가람동이 설치되었다.[15](1읍 12면 7행정동)

## 행정 구역

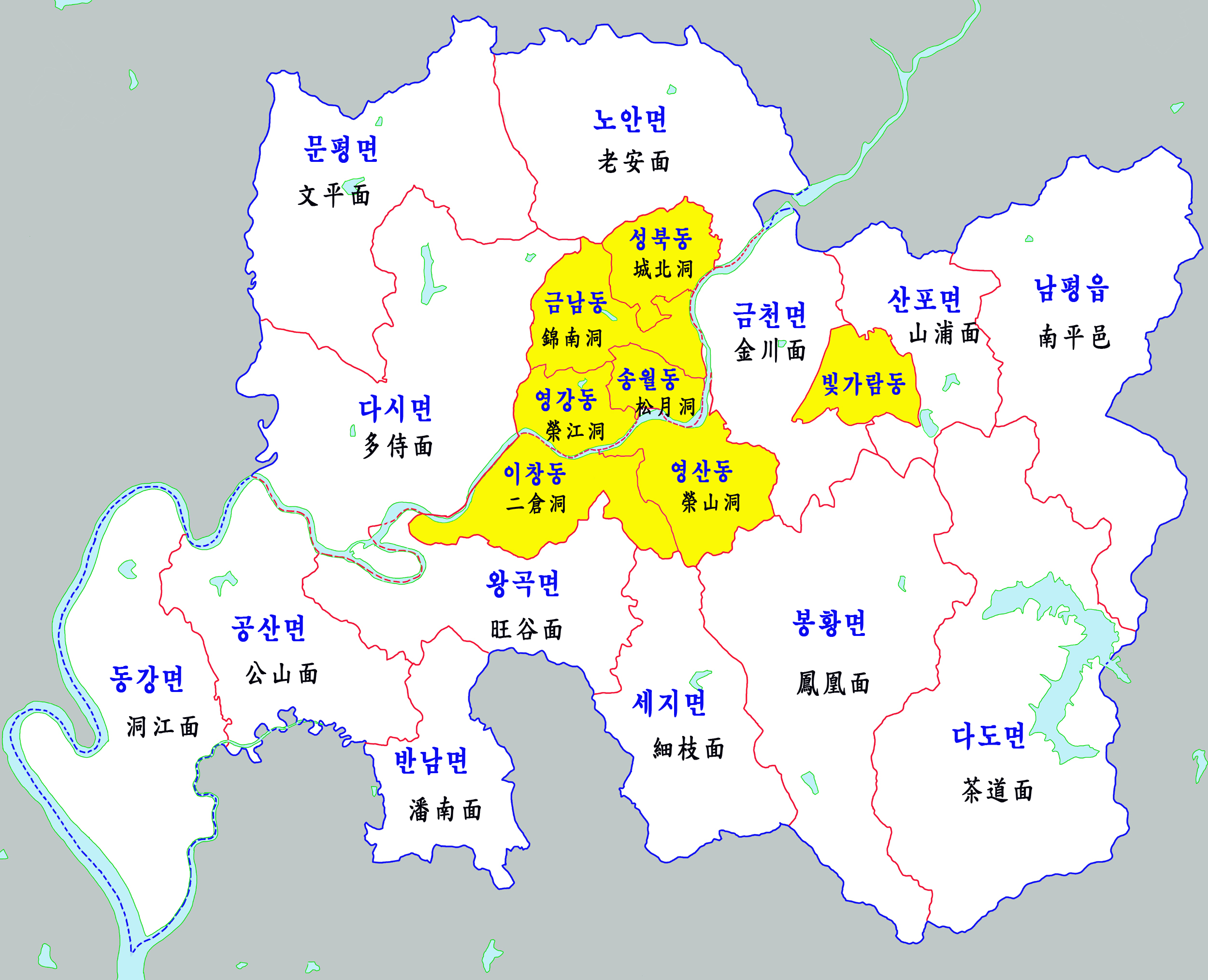
나주시 행정구역

나주시의 행정 구역은 1읍 12면 7동으로 구성되어 있다. 나주시의 면적은 608.46km2이며, 인구는 2024년 9월을 기준으로 60,162세대 116,891명이다. 이 중 전체 인구의 34%정도에 해당하는 40,000여 명이 빛가람동에 살고 있다.
| 읍면동   | 한자     | 세대수 | 인구수  | 면적(km) |
| -------- | -------- | ------ | ------- | -------- |
| 남평읍   | 南平邑   | 5,923  | 11,765  | 54.37    |
| 세지면   | 細枝面   | 1,476  | 2,352   | 30.02    |
| 왕곡면   | 旺谷面   | 1,567  | 2,619   | 30.07    |
| 반남면   | 潘南面   | 820    | 1,262   | 20.35    |
| 공산면   | 公山面   | 1,317  | 2,152   | 32.30    |
| 동강면   | 洞江面   | 1,414  | 2,270   | 46.89    |
| 다시면   | 多侍面   | 2,086  | 3,342   | 56.75    |
| 문평면   | 文平面   | 1,146  | 1,780   | 47.02    |
| 노안면   | 老安面   | 2,465  | 4,223   | 42.56    |
| 금천면   | 金川面   | 3,566  | 6,867   | 27.94    |
| 산포면   | 山浦面   | 1,877  | 3,108   | 20.43    |
| 다도면   | 茶道面   | 1,014  | 1,775   | 73.13    |
| 봉황면   | 鳳凰面   | 2,464  | 3,874   | 59.97    |
| 송월동   | 松月洞   | 4,202  | 7,930   | 4.76     |
| 영강동   | 榮江洞   | 1,504  | 2,583   | 6.84     |
| 금남동   | 錦南洞   | 2,492  | 4,414   | 11.57    |
| 성북동   | 城北洞   | 4,023  | 8,253   | 8.08     |
| 영산동   | 榮山洞   | 1,804  | 2,791   | 12.81    |
| 이창동   | 二倉洞   | 1,995  | 3,211   | 15.25    |
| 빛가람동 | 빛가람洞 | 17,007 | 40,320  | 7.36     |
| 나주시   | 羅州市   | 60,162 | 116,891 | 608.46   |

## 인구
나주시(에 해당하는 지역)의 연도별 인구 추이 남평강변마을(남평읍)의 입주와 광주전남혁신도시(빛가람동)의 영향으로 인구가 상승 중이다. 이는 나주시가 나주군 시절 시군 분리 과정, 5·18 민주화 운동의 여파 등으로 인해 이 지역 주민들이 타지로 많이 전출되는 경향을 가져서 감소되었고 또한 광주 등 주변 도시나 수도권, 대전, 충청권, 전주, 강원도 춘천시 등지로 전출되면서 인구가 잠시 감소되었다가 전남 서부권에서는 도리어 증가되고 있는 경향을 가지고 있는 지역이기도 하다.
| 연도   | 총인구    |  |
| ------ | --------- |  |
| 1960년 | 222,808명 |  |
| 1966년 | 245,162명 |  |
| 1970년 | 222,452명 |  |
| 1975년 | 212,246명 |  |
| 1980년 | 186,005명 |  |
| 1985년 | 166,927명 |  |
| 1990년 | 158,634명 |  |
| 1995년 | 107,831명 |  |
| 2000년 | 99,533명  |  |
| 2005년 | 87,212명  |  |
| 2010년 | 78,679명  |  |
| 2015년 | 92,582명  |  |
| 2020년 | 115,613명 |  |

## 산업
넓고 비옥한 평야와 온화한 기후 등 좋은 영농조건으로 해서 농업생산이 많으며, 이른바 삼백지방(三白地方)이라 하여, 예로부터 쌀·누에고치·면화의 산지로 유명했다. 총가구의 약 56%가 농가로서, 쌀·보리·고구마 외에 채소류·과일류의 원예농업이 활발하고, 그 밖에 인초(고사리)·양송이 등의 산출이 많다. 영산강 범람원은 과수원으로 이용되어 배를 비롯한 복숭아·포도·사과·감 등의 과일 생산이 대단히 많다. 특히 나주는 일찍부터 품질이 우수한 나주배의 산지로 유명하여, 연 생산량 7,995t을 올림으로써 전국 제1의 배 산지가 되었다. 또 왕곡면·산포면·남평면에서는 시설원예 농업에 의한 오이·고추·무·배추 등의 산출이 많고, 그 밖에 마늘·양파·생강 등도 많이 난다. 한편, 금천면에는 약 3만 마리의 오리를 사육하는 오리사육장이 있고 한우·젖소·돼지 등을 사육한다.
시의 대표적인 근대적 공장은 1962년 준공된 호남비료 나주공장이다. 호남 곡창지대의 비료 수요를 충당하기 위하여 영산강의 공업용수, 화순탄광의 무연탄 및 호남선의 수송력 등 유리한 입지조건을 고려하여 건설되었는데, 당초에는 충주비료공장과 더불어 한국의 2대 비료공장의 하나로 각광을 받았다. 그러나 그 생산시설이 구식이어서, 공업용수의 과다 사용과 생산단가의 상대적 고가 등 취약성을 드러내게 되었고, 아울러 국내 비료생산의 증대에 눌리게 됨으로써, 1981년에 조업을 중단하고 화학제품을 생산하는 공장으로 개편되었다.
광산물로는 공산면의 덕음광산에서 연간 금과 은의 생산이 있고, 산포면과 봉황면에서 고령토가 산출된다. 금천면에 과실 통조림공장이 있고, 그 밖에 명주·죽세공품·목공예품(소반) 등을 제조하는 전통적인 가내수공업이 영위되고 있다.

### 특산물
나주의 주요 특산물로는 영산강 유역의 비옥한 토지에서 재배된 쌀과 재배기록이 가장 긴 나주배가 대표적이며, 그 이외의 특산물로는 영산포 인근에서 판매되는 홍어가 있다.

## 교통
호남선 나주역을 비롯하여 도로 교통의 발달로 영산포의 항구 기능은 잃었으나, 광주·목포 간의 국도 제1호선, 무안광주고속도로(나주IC, 문평IC)를 비롯한 간선 도로에 의해 광주·목포·영암 등지로 연결되는 육로의 요지를 이루고, 따라서 전라남도 지방 서부 평야 지대의 교통 요지로서의 기능을 하고 있다.

## 문화관광

### 관광지
구나주읍을 대표하는 석조물로서 북문외 삼층석탑이 있다. 이 석탑은 원래 금성산 기슭의 심향사에 있었는데, 그 위치가 북문 밖이어서 그렇게 부르게 되었으며, 보물 제50호로 지정되어 있다. 구나주읍의 북동쪽 노변에 세워진 나주동문외석당간은 당간 전체가 잘 보존되어 귀중한 유물이 되고 있다. 팔각의 화강석재 5장을 연결시켜 세운 간주 위에 옥간석과 보주가 얹혀 있으며, 높이는 11ｍ이다. 구나주의 지형이 배의 모양이기 때문에 그 안정을 빌기 위해서 돛대 형태를 본떠서 세웠다는 풍수설이 전해지고 있다. 구영산포는 과거 영산강의 가항종점으로 조기·멸치·소금·젓갈류 등 해산물과 제주말 및 일대의 농산물 집산지를 이루어, 상업도시로 크게 번영하였던 곳이다. 그 밖에 문화재로는 나주의 금성관과 김천일 정렬사지, 미천사원 등이 있다.
- 불회사
- 나주향교
- 전라남도 산림자원연구소
- 나주 목사내아
- 빛가람호수공원
- 남평 드들강 솔밭유원지
- 앙암바위
- 영산호
- 우습제
- 미천사원

### 박물관·기념관
- 나주복암리고분전시관
- 나주목문화관
- 영산포 역사 갤러리
- 백호문학관
- 나주학생독립운동기념관
- 나주학생독립운동기념관
- 나주시천연염색박물관
- 국립나주박물관

영산강 유역에 남아있는 고고자료를 보존하고 전시하며 호남지역 발굴매장 문화재에 대한 수장고의 기능을 수행하기 위해 건립되었다.

### 문화재

#### 국보
- 나주 신촌리 고분출토금동관 (국보 제 295호)

#### 보물
- 나주 동점문 밖 석당간 (보물 제49호)
- 나주 북망문 밖 삼층석탑 (보물 제50호)
- 나주 서성문 안 석등 (보물 제364호)
- 나주향교 대성전 (보물 제394호)
- 나주 철천리 마애칠불상 (보물 제461호)
- 나주 철천리 석조여래입상 (보물 제462호)
- 나주 죽림사 세존괘불탱 (보물 제1279호)
- 나주 불회사 대웅전 (보물 제1310호)
- 나주 다보사 괘불탱 (보물 제1343호)
- 나주 심향사 건칠아미타여래좌상 (보물 제1544호)
- 나주 불회사 건칠비로자나불좌상 (보물 제1545호)
- 나주 다보사 목조석가여래삼존상 및 소조십육나한좌상 (보물 제1834호)

#### 사적
- 나주읍성 (사적 제337호)
- 나주 복암리 고분군 (사적 제404호)
- 나주 오량동 요지 (사적 제456호)
- 나주목 관아와 향교 (사적 제483호)
- 나주 반남 고분군 (사적 제513호)

### 스포츠시설
- 전라남도 국제사격장
- 영산강 둔치 체육공원

## 대형마트
- 롯데마트 나주점 (내동길 15)
- 농협 하나로마트 나주점
- 축협 나주점

## 영화관
- CGV 나주 (상야4길 16-16)

## FM 라디오 주파수 방송 목록
- 88.1 - 광주KBS 제2라디오 해피FM (해남 대둔산)
- 88.3 - 전주KBS 제1라디오 (구례 노고단)
- 89.1 - 목포MBC 표준FM (해남 대둔산)
- 89.7 - BBS 광주불교방송 (광주 무등산)
- 90.5 - 광주KBS 제1라디오 (광주 무등산)
- 91.5 - 광주MBC FM4U (광주 무등산)
- 92.3 - 광주KBS 클래식FM (광주 무등산)
- 93.1 - febc 광주극동방송 (광주 무등산)
- 93.9 - 광주MBC 표준FM (광주 무등산)
- 94.7 - 남도국악방송 (해남 대둔산)
- 95.1 - 광주MBC FM4U (구례 노고단)
- 95.5 - 광주KBS 제2라디오 해피FM (광주 무등산)
- 96.5 - KFN 라디오 (광주 무등산)
- 97.3 - TBN 광주교통방송 (광주 무등산)
- 98.1 - 광주CBS 음악FM (광주 무등산)
- 98.3 - 목포KBS 클래식FM (목포 양을산)
- 98.7 - GGN 글로벌광주방송 (광주 무등산)
- 99.3 - 광주국악방송 (광주 무등산)
- 99.9 - cpbc 광주가톨릭평화방송 (광주 무등산)
- 100.5 - febc 목포극동방송 (목포 양을산)
- 101.1 - 광주kbc 마이FM (광주 무등산)
- 101.7 - 전주MBC 표준FM (구례 노고단)
- 102.3 - 목포MBC FM4U (목포 양을산)
- 103.1 - 광주CBS 표준FM (광주 무등산)
- 104.1 - EBS 라디오 (해남 대둔산)
- 104.5 - 전주KBS 클래식FM (구례 노고단)
- 105.3 - EBS 라디오 (광주 무등산)
- 105.9 - 목포KBS 제1라디오 (해남 대둔산)
- 106.7 - EBS 라디오 (목포 양을산)
- 106.9 - EBS 라디오 (장흥)
- 107.5 - EBS 라디오 (구례 노고단)
- 107.9 - WBS 광주원음방송 (광주 무등산)

## 산하기관

### 전라남도 산하기관
- 전라남도 산림자원연구소
- 전라남도 교육과학연구원
- 전라남도 교육시설감리단
- 전라남도 도로안전사업소
- 전라남도 농업기술원
- 전라남도 생물산업진흥재단

### 정부 산하기관
- 농식품공무원교육원
- 전남운전면허시험장
- 광주전파관리소
- 국립나주문화재연구소(나주출토유물보관센터)
- 국립나주병원
- 국립나주박물관

## 교육기관

### 고등학교
- 매성고등학교
- 광남고등학교
- 금성고등학교
- 나주고등학교
- 나주공업고등학교
- 나주상업고등학교
- 봉황고등학교
- 영산고등학교
- 전남과학고등학교
- 전남미용고등학교
- 전남외국어고등학교
- 호남원예고등학교

### 중학교
- 금성중학교
- 나주공산중학교
- 나주금천중학교
- 나주다시중학교
- 나주동강중학교
- 나주문평중학교
- 나주반남중학교
- 나주봉황중학교
- 나주중학교
- 남평중학교
- 남평중학교 다도분교장
- 노안중학교
- 매성중학교
- 빛가람중학교
- 세지중학교
- 영산중학교
- 영산포여자중학교

### 대학/대학교
- 고구려대학교
- 광주가톨릭대학교
- 동신대학교
- 한국에너지공과대학교

## 자매 도시
- 대한민국 서울특별시 강남구
- 대한민국 서울특별시 동대문구
- 대한민국 서울특별시 종로구
- 대한민국 광주광역시 남구
- 대한민국 울산광역시 중구
- 대한민국 경상남도 김해시
- 대한민국 충청북도 음성군
- 일본 돗토리현 구라요시시
- 미국 워싱턴주 웨나치
- 미국 메릴랜드주 하워드군
- 중국 안후이성 보저우시 리신현
- 중국 장시성 난창시
- 중국 장쑤성 타이저우시
- 중국 저장성 닝보시 위야오시
- 중국 지린성 바이산시
- 필리핀 팜팡가주
- 덴마크 하데르슬레우시
- 우즈베키스탄 타슈켄트주 타슈켄트 세르겔리

## 같이 보기
- 대한민국의 설치순 도시 목록